# Bosch Power Tools
Robert Bosch Power Tools GmbH er et datterselskab i Robert Bosch GmbH-koncernen, der udgør deres division for elektrisk værktøj. Virksomheden producerer elektrisk værktøj, måleudstyr, havemaskiner og diverse tilbehør. Bosch Power Tools har endvidere mærkerne Dremel, Aresi, Freud, Hawera, Standall og Sia Abrasives. Desuden har de en produktion som OEM.
Deres hovedkvarter er i Leinfelden-Echterdingen, Baden-Württemberg og produktionen foregår i flere byer i Tyskland, Schweiz, Mexico og Kina.
I 2024 havde de en omsætning på 5,1 mia. euro og 18.700 ansatte.